# Formica candida
Formica candida é uma espécie de formiga do gênero Formica, pertencente à subfamília Formicinae.